# 10261 Nikdollezhal'
10261 Nikdollezhal' è un asteroide della fascia principale con un diametro di 11,827 km. Scoperto nel 1974, presenta un'orbita caratterizzata da un semiasse maggiore pari a 2,4100298 au e da un'eccentricità di 0,2547457, inclinata di 9,25147° rispetto all'eclittica.
L'asteroide è dedicato al sovietico Nikolaj Antonovič Doležalʹ idaetore del reattore della prima centrale nucleare.